# Belorečensk
Belorečensk (rusky Белоре́ченск) je město v Krasnodarském kraji v Ruské federaci. Při sčítání lidu v roce 2010 mělo bezmála čtyřiapadesát tisíc obyvatel.

## Poloha
Belorečensk leží na východě Krasnodarského kraje u severních výběžků Kavkazu a u hranice s Adygejskem. Teče přes něj řeka Belaja (levý přítok Kubáně), podle které je město také pojmenováno. Od Krasnodaru, správního střediska celého kraje, je Belorečensk vzdálen přibližně devadesát kilometrů na východ. Nejbližší město je Majkop, hlavní město Adygejska, které je vzdáleno zhruba třicet kilometrů na jihovýchod od Belorečensku.

## Dějiny
Město bylo založeno v roce 1863 na obranu Čerkesům. Původně se jednalo o typickou kozáckou stanici jménem Belorečenskaja (Белоре́ченская). Kolem roku 1864 už měla tisíc obyvatel, krátce před Říjnovou revolucí roku 1917 měla už zhruba čtrnáct tisíc obyvatel – mimo jiné díky stavbě Severokavkazské železnice, která má v Belorečensku nádraží.
Dne 29. května 1958 se Belorečensk stal městem.

### Rodáci
- Ivan Vitalijevič Petunin vystupující pod jménem Walkie (1995–2022)  –  hiphopový zpěvák